# غيليرمو إيزاغويري
غيليرمو إيزاغويري (بالإسبانية: Guillermo Eizaguirre)‏ (مواليد 17 مايو 1909) هو لاعب كرة قدم. يلعب مع منتخب إسبانيا لكرة القدم. سبق له أن لعب في كأس العالم لكرة القدم مع منتخب بلاده.

## روابط خارجية
- غيليرمو إيزاغويري على موقع قاعدة بيانات كرة القدم.إي يو (الإنجليزية)
- غيليرمو إيزاغويري على موقع ناشيونال فوتبول تيمز (الإنجليزية)
- غيليرمو إيزاغويري على موقع عالم كرة القدم.نت (الإنجليزية)